# Лякросс на летних Олимпийских играх 1928

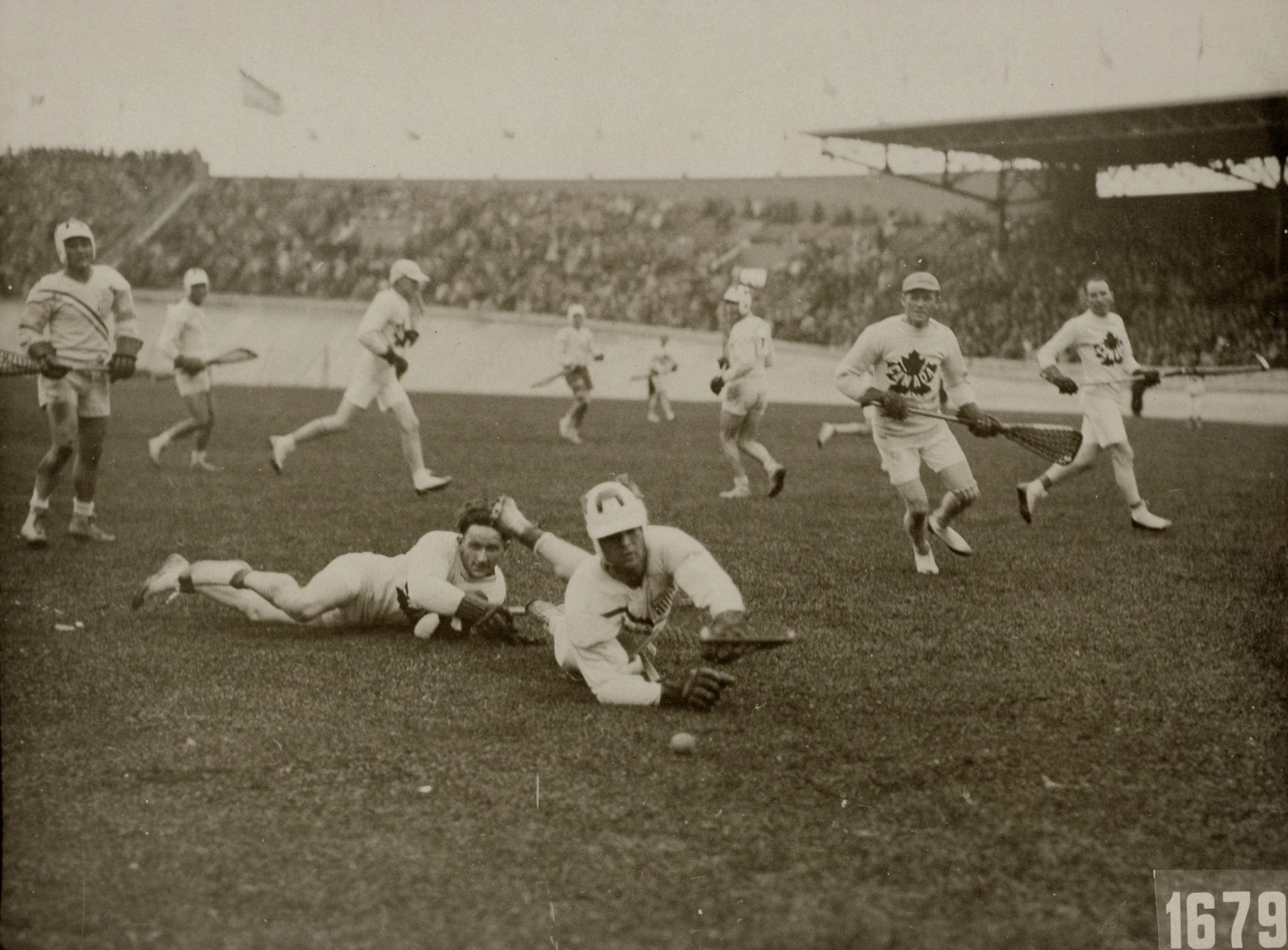

Соревнования по лякроссу прошли во время летних Олимпийских игр 1928 года в качестве показательного вида состязаний. В них приняли участие команды из Канады, Великобритании и США, сыгравших друг с другом по матчу. Каждая из команд выиграла один матч и проиграла один матч.

## Результаты матчей
| США            | 6 | - | 3 | Канада         |
| Великобритания | 7 | - | 6 | США            |
| Канада         | 9 | - | 5 | Великобритания |